# Guayaquila obesa
Guayaquila obesa är en insektsart som beskrevs av Dietrich. Guayaquila obesa ingår i släktet Guayaquila och familjen hornstritar. Inga underarter finns listade i Catalogue of Life.